# Гиффорд, Крис
Кристофер (Крис) Гиффорд (англ. Christopher (Chris) Gifford, род. 20 марта 1966, Ванкувер, Британская Колумбия) — канадский хоккеист (хоккей на траве), нападающий. Участник летних Олимпийских игр 1988 и 2000 годов, серебряный призёр Панамериканского чемпионата 2000 года, двукратный чемпион Панамериканских игр 1987 и 1999 годов, двукратный серебряный призёр 1991 и 1995 годов.

## Биография
Крис Гиффорд родился 20 марта 1966 года в канадском городе Ванкувер.
Играл в хоккей на траве за «Вест Ванкувер».
В 1988 году вошёл в состав сборной Канады по хоккею на траве на летних Олимпийских играх в Сеуле, занявшей 11-е место. Играл на позиции нападающего, провёл 7 матчей, забил 1 мяч в ворота сборной ФРГ.
Дважды выигрывал золотые медали хоккейных турниров Панамериканских игр — в 1983 году в Каракасе и в 1987 году в Индианаполисе. Дважды был серебряным призёром — в 1991 году в Гаване и в 1995 году в Мар-дель-Плате.
В 2000 году завоевал серебряную медаль Панамериканского чемпионата в Гаване.
В том же году вошёл в состав сборной Канады по хоккею на траве на летних Олимпийских играх в Сиднее, занявшей 10-е место. Играл на позиции нападающего, провёл 7 матчей, забил 1 мяч в ворота сборной Польши.
В течение карьеры провёл за сборную Канады 228 матчей.
Впоследствии основал фирму ландшафтного дизайна Gifford Gardening.
Увлекается гольфом и лыжами.

## Семья
Жена Сандра, поженились в августе 1998 года. У них трое детей: Карсон, Ванесса и Майлз.